# Aresches
Aresches é uma comuna francesa na região administrativa de Borgonha-Franco-Condado, no departamento de Jura. Estende-se por uma área de 4,76 km². Em 2010 a comuna tinha 31 habitantes (densidade: 6,5 hab./km²).